# Landes-sur-Ajon
Landes-sur-Ajon é uma comuna francesa na região administrativa da Normandia, no departamento Calvados. Estende-se por uma área de 5,95 km². Em 2010 a comuna tinha 443 habitantes (densidade: 74,5 hab./km²).